# Heidbrink
Der Heidbrink (in einigen Quellen auch genannt Heidberg.) nahe Lübbecke, ist mit 319,6 m ü. NHN, nach anderen Quellen sogar mit 320,0 m, der höchste Berg des Wiehengebirges und des Kreises Minden-Lübbecke in Nordrhein-Westfalen. Zudem ist er der nördlichste Gipfel über 300 Meter in Deutschland.

## Geographie

### Lage
Der Heidbrink erhebt sich im Natur- und Geopark TERRA.vita. Sein Gipfel liegt etwa 2 km südöstlich der Kernstadt von Lübbecke auf der Grenze der Stadt Lübbecke zur südlich davon befindlichen Großgemeinde Hüllhorst. Die Südflanke des Berges fällt steil zum Hüllhorster Ortsteil Ahlsen-Reineberg ab. Auf dem Bergsattel zum südwestlichen Nachbarn Wurzelbrink (318 m) entspringt die Ronceva. Nördlich vorgelagert sind die Gipfel des Reinebergs (275,9 m) und des Heidkopfs (272,6 m). 
Mit 320 m Höhe ist der Heidbrink nicht nur der höchste Berg des Wiehengebirges, sondern auch der nördlichste Dreihunderter als Gipfel des europäischen zentralen Festlandes (ohne die europäischen Inseln und Halbinseln, wie z. B. Fennoskandinavien), zwischen Atlantik und Ural. Alle Berge, die sich in Deutschland auf einem nördlicheren Breitengrad befinden, sind niedriger als der Heidbrink. Zwar gibt es über 300 Meter hohe Stellen in Mittelgebirgen, die etwas nördlicher liegen; die dazu gehörenden Gipfel liegen allerdings südlicher.
Auf dem Heidbrink erstrecken sich Teile des Landschaftsschutzgebiets Wiehengebirge-Wesergebirge (CDDA-Nr. 555552654; 1971 ausgewiesen; 49,1049 km² groß).

### Naturräumliche Zuordnung
Der Heidbrink gehört in der naturräumlichen Haupteinheitengruppe Unteres Weserbergland (Nr. 53) und in der Haupteinheit Östliches Wiehengebirge (532) zur Untereinheit Lübbecker Egge (532.2). Nach Süden fällt seine Landschaft in der Haupteinheit Ravensberger Mulde (531) und in der Untereinheit Quernheimer Hügel- und Bergland (Norden) (531.0) in den Naturraum Quernheimer Hügelland (531.01) ab.

## Sendeturm
Rund 170 m nordöstlich des Heidbrinkgipfels steht auf der Grenze zwischen Lübbecke und Hüllhorst ein Fernmeldeturm für Rund- und Richtfunkstrecken. Seit 2002 wird mit 200 Watt das Programm Deutschlandfunk Kultur in Richtung Süden gesendet. Vorher wurden von hier keine UKW-Programme abgestrahlt. Der Turm selbst scheint baugleich mit dem Turm Bad Rehburg zu sein. Er verfügt über eine befestigte Zufahrt von der B 239.

## Tourismus

### Wanderwege
Über den Gipfel verläuft der Wittekindsweg (lokal eher Kammweg genannt), der als Wanderweg auf dem Wiehengebirge von Osnabrück bis zur Porta Westfalica führt und den Heidbrink im Osten mit dem Straußberg (275,5 m) und im Westen mit Horsthöhe (ca. 275 m) und dem Kniebrink (ca. 315 m) verbindet. Der Kammweg verläuft dort gemeinsam mit dem Europäischen Fernwanderweg E11 (Nordsee–Harz–Baltikum). Am südlichen Waldrand verläuft der Mühlensteig.

### Gipfelstein
Zur Markierung Heidbrinkgipfels wurde dort am 24. Mai 2008 ein fünf Tonnen schwerer Sandstein mit starken Eiseneinlagerungen aufgestellt, der typisch für das hiesige Wiehengebirge ist. Am neuen Stein befinden sich zwei Tafeln; die obere weist den Heidbrink als höchsten Berg des Wiehengebirges aus, die untere Tafel nennt die Sponsoren. Der neue Stein befindet sich nicht an derselben Stelle, wo zuvor ein weniger spektakulärer Stein stand, sondern etwa 20 m östlich davon; der ursprüngliche Stein wurde aber im Zuge der Neuaufstellung weggeräumt. Am Gipfelstein liegt eine kleine Freifläche mit Picknickbänken.

### Heidbrinkhütte
Rund 500 Meter östlich des Gipfels und 42 Meter nördlich des trigonometrischen Punktes 302,0 steht auf etwas mehr als 300 m Höhe die Heidbrinkhütte. Die kleine Schutzhütte befindet sich am Wittekindsweg (Kammweg) und damit am Europäischen Fernwanderweg E11. Ein Vorgänger der Hütte wurde im Jahr 1924 erbaut.

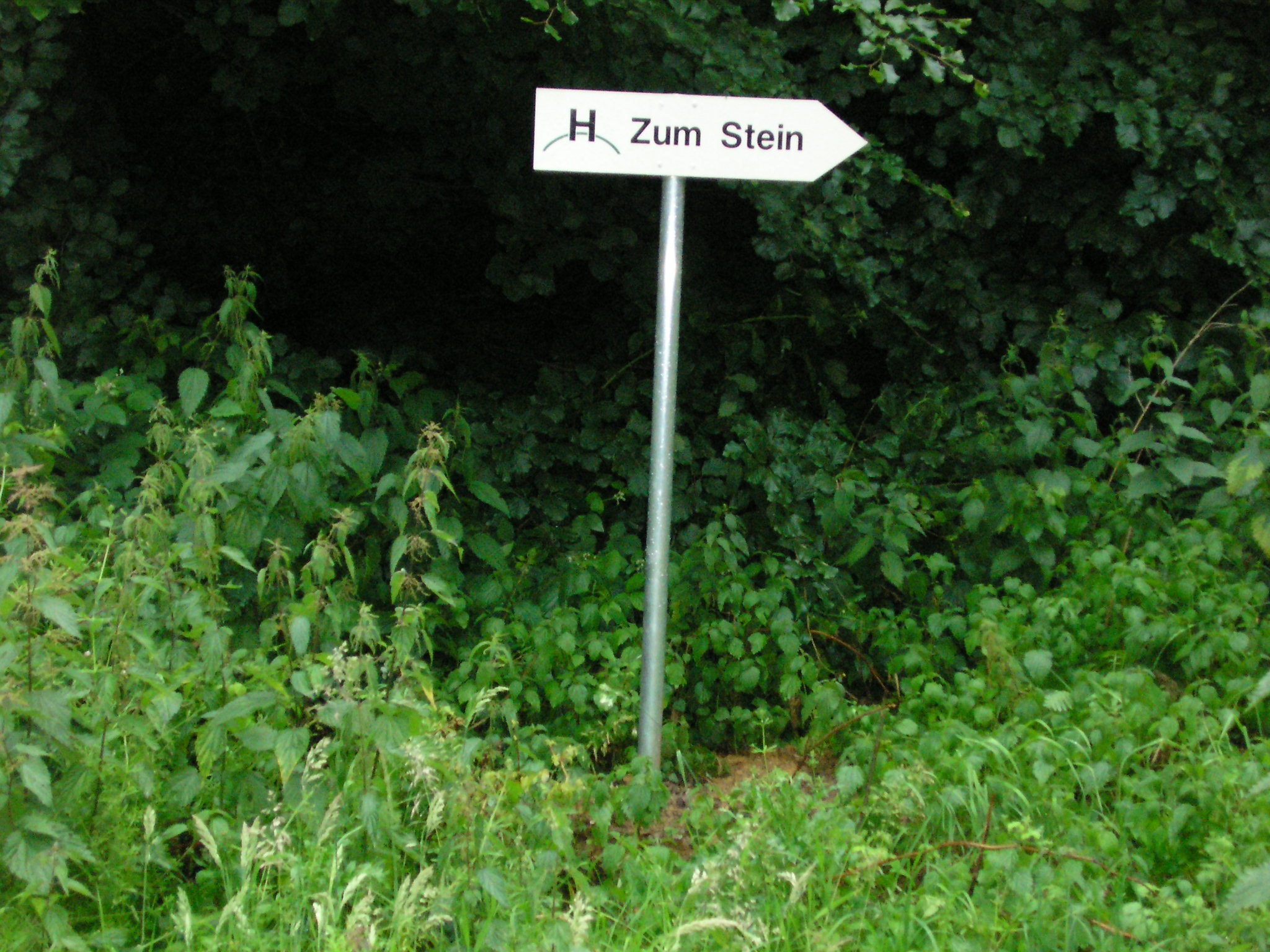
Seit Frühjahr 2008 weisen derartige Wegweiser auf den Gipfelstein des Heidbrinks hin
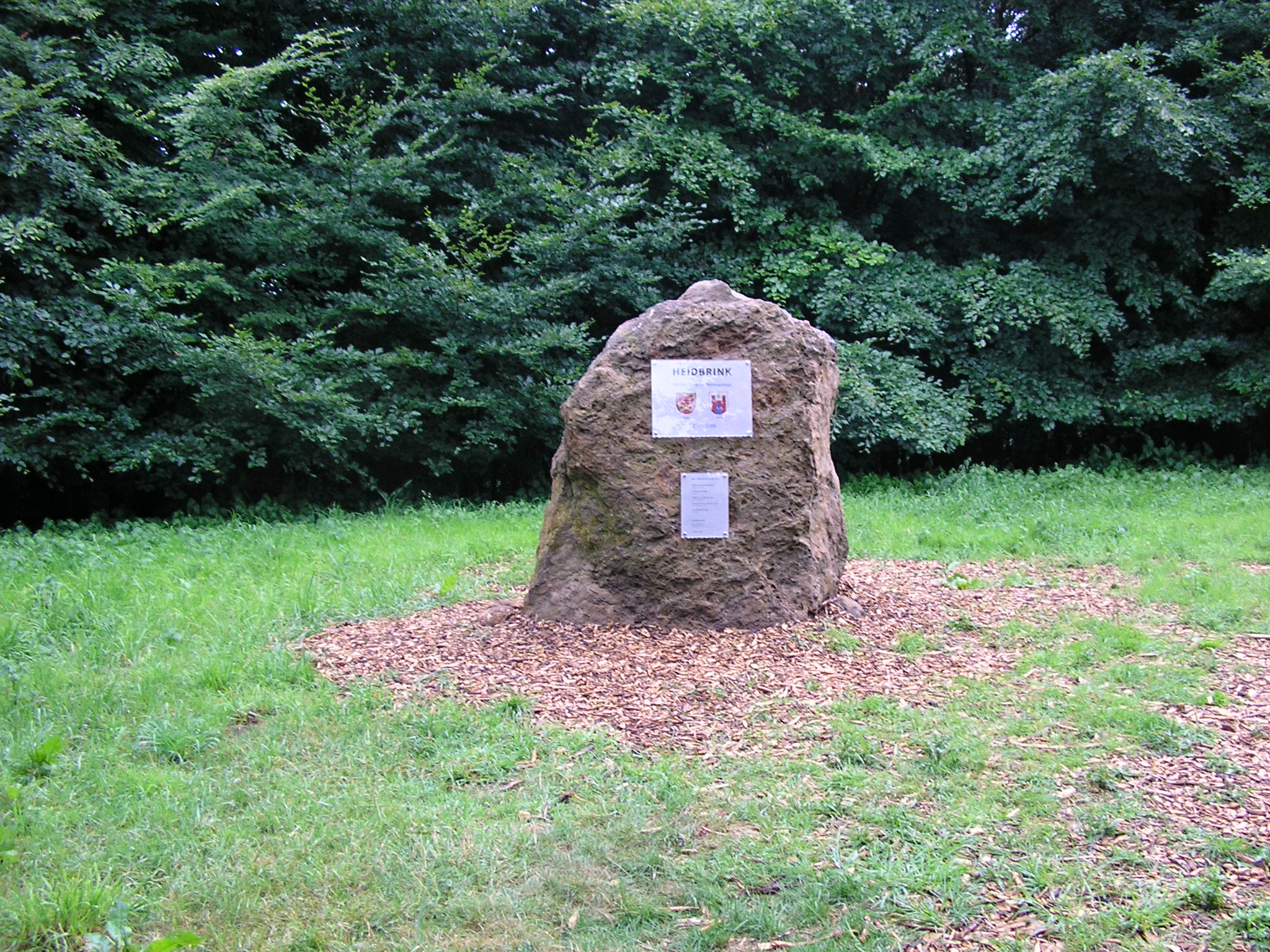
Am Gipfel steht seit Mai 2008 dieser Gipfelstein
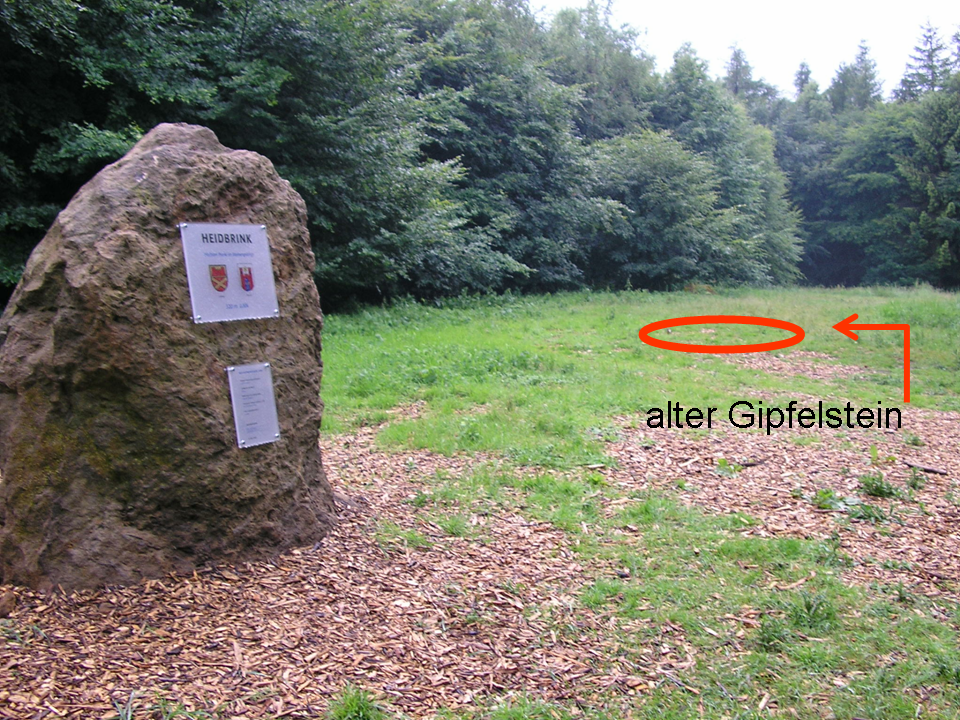
Die Stelle des einstigen Gipfelsteines lag etwas weiter westlich, wie hier gezeigt, und markierte den wirklichen Gipfel
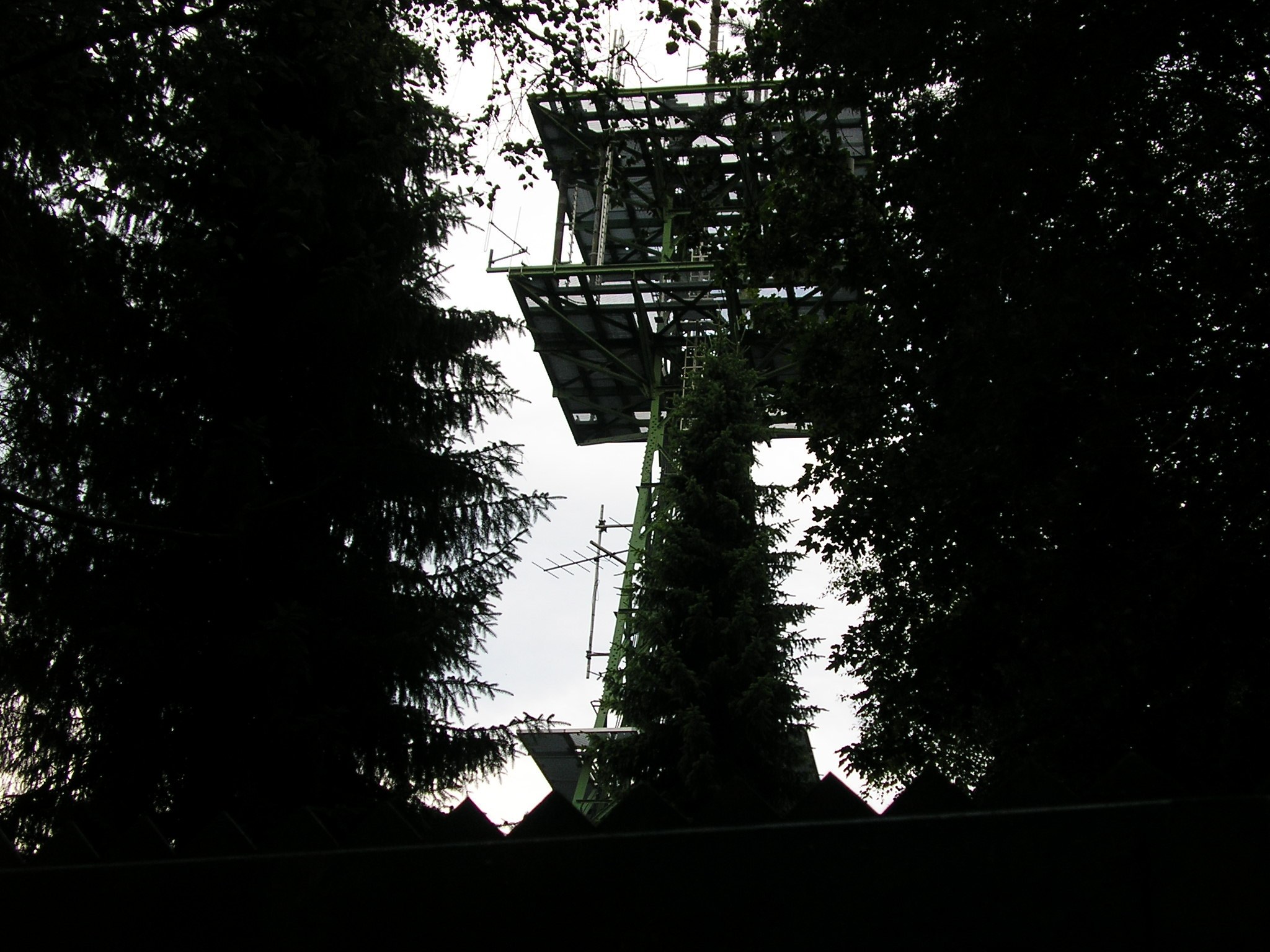
Sendeturm nordöstlich des Heidbrinkgipfels